# Super basse fréquence
Pour les articles homonymes, voir fréquence (homonymie).
On appelle super basse fréquence (SLF), Super low frequency en anglais, la bande de radiofréquences qui s'étend de 30 à 300 Hz (longueur d'onde de 10 000 à 1 000 km).
Ces fréquences incluent les rayonnements des réseaux électriques à 50 et 60 Hz, ainsi que leurs harmoniques, et ont été utilisées en télécommunications sous-marines.
Deux émetteurs de communications stratégiques existaient dans cette bande :
- « Sanguine » aux États-Unis à 76 hertz
- « ZEVS » en CEI Russie à 82 hertz.

## Propriétés des SLF et ELF

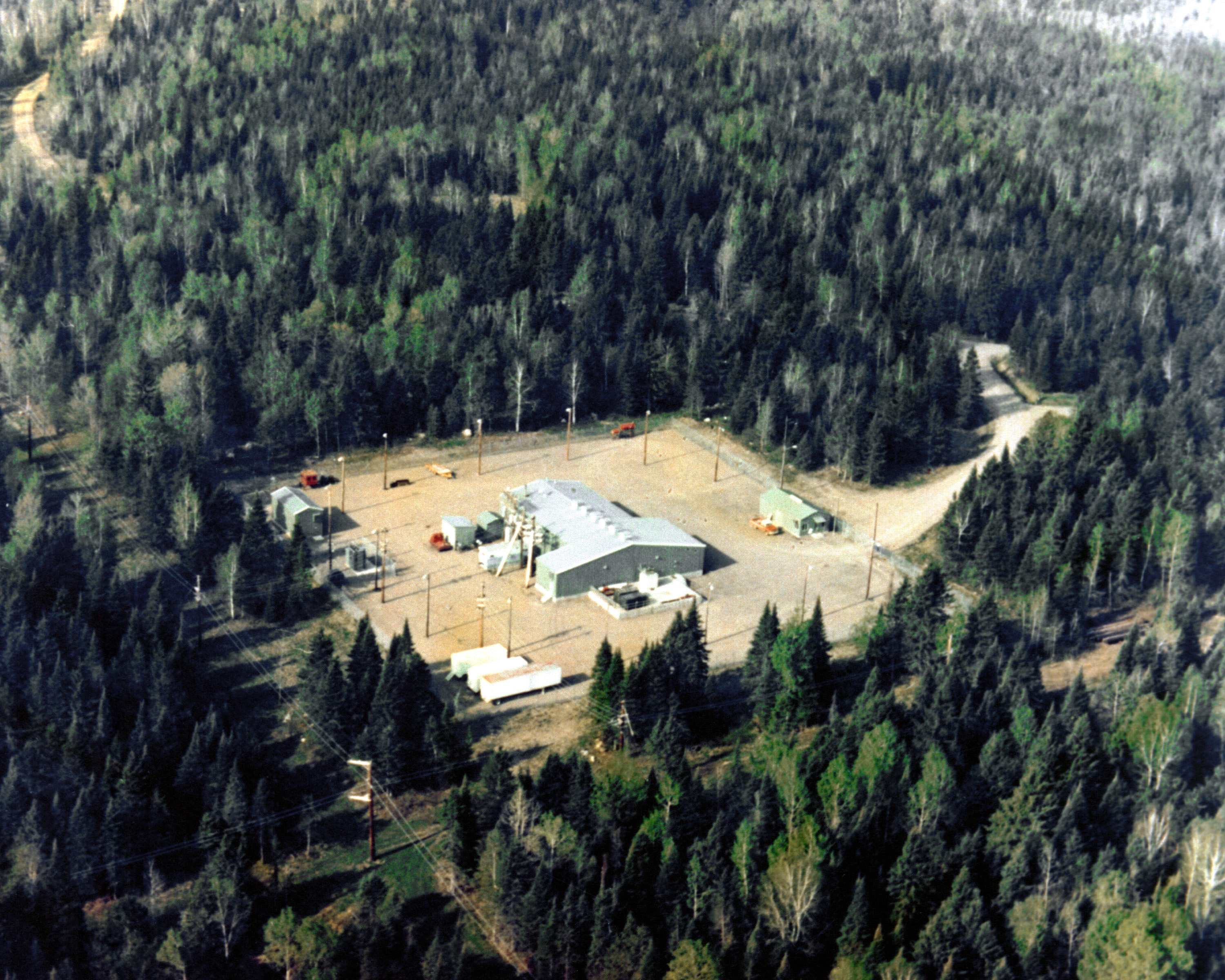
vue de l'émetteur SLF de Clam Lake, Wisconsin en 1982

Les ondes ELF et SLF peuvent pénétrer dans l’océan et être reçues par les sous-marins en toute zone du globe. Cependant, la réalisation d’un émetteur SLF ne fut accomplie que par les deux puissances américaine et soviétique pendant la guerre froide, en raison des coûts et des surfaces nécessaires.
En effet la longueur d’onde à 80 Hz est d’environ 3500 km, plus d’un quart du diamètre terrestre ; une antenne classique demi ou quart d’onde est donc impossible. L’antenne de l’émetteur ZEVS utilisée à Mourmansk consiste en deux électrodes géantes enterrées dans un sol peu conducteur, reliées au site d’émission par des lignes sur pylônes, d’environ 60 km. Le courant pénètre dans le sol profondément, et c’est la terre elle-même qui fait office d’antenne. Cette antenne ayant un rendement très faible, la puissance d’une centrale électrique est nécessaire pour émettre quelques watts vers les sous-marins.

## Les systèmes existants
Le système seafarer à 76 Hz des États-Unis comportait deux antennes situées à Clam lake dans le Wisconsin à partir de 1977, et à Sawer Air force base près de Gwinn dans le Michigan à partir de 1980. Avant 1977, c’est l’émetteur de Sanguine du Wisconsin qui servait. L’antenne russe de ZEVS à 82 Hz est située dans la péninsule de Kola près de Mourmansk et fut entendue à l’Ouest à partir de 1990. La Royal Navy envisagea de construire également un émetteur dans la forêt de Glengarry en Écosse, mais le projet fut abandonné.

## Les transmissions SLF
Les transmissions, qui pouvaient être reçues partout, utilisaient un code de Reed-Solomon à 64 bits en séquences pseudo-aléatoires très longues pour chaque caractère, puis un chiffrement.
La communication est monodirectionnelle car aucun sous-marin ne peut avoir un émetteur ELF-SLF en raison de la dimension et de la puissance nécessaire, les recherches pour réaliser un émetteur embarquable sur avion ou navire ont été très vite abandonnées.
En raison de la bande passante extrêmement faible des émissions (moins d'un hertz) les informations transmises étaient des signaux d'alerte de quelques caractères par minute, par exemple demandant de remonter à une profondeur plus faible accessible aux émetteurs VLF.

## Réception expérimentale
La réception expérimentale de cette bande, ainsi que de la bande inférieure des ELF, peut se faire avec un ordinateur individuel muni d'une entrée son. Les signaux sont captés par une bobine ou une antenne long-fil et analysés par un logiciel de transformée de Fourier rapide (FFT), puis convertis en son.

## Source
- (en) Cet article est partiellement ou en totalité issu de l’article de Wikipédia en anglais intitulé « Communication with submarines » (voir la liste des auteurs).